# Chutine Peak
Chutine Peak är en bergstopp i Kanada.   Den ligger i provinsen British Columbia, i den västra delen av landet, 4 000 km väster om huvudstaden Ottawa. Toppen på Chutine Peak är 2 903 meter över havet.
Terrängen runt Chutine Peak är huvudsakligen bergig, men österut är den kuperad. Chutine Peak är den högsta punkten i trakten. Trakten runt Chutine Peak är nära nog obefolkad, med mindre än två invånare per kvadratkilometer.. Det finns inga samhällen i närheten.
Trakten runt Chutine Peak är permanent täckt av is och snö.